# Peribasis helenor
Peribasis helenor là một loài bọ cánh cứng trong họ Cerambycidae.